# باركنشوب
باركنشوب (بالصينية: 百佳) هي سلسلة متاجر صينية للسوبرماركت والهايبرماركت تأسست سنة 1973 بهونغ كونغ.
وهي إحدى أكبر سلاسل السوبرماركت في هونغ كونغ، إلى جانب "ويلكام". تدير "باركنشوب" أكثر من 300 فرع في هونغ كونغ وماكاو والبر الرئيسي للصين.
افتُتح أول متجر "باركنشوب" في ستانلي، هونغ كونغ في عام 1973. لمدة عقد من الزمان، بقي المتجر متخصصًا محليًا حتى منتصف الثمانينيات عندما بدأت توسعته خارج هونغ كونغ.
وهي عضو في مجموعة A.S. واتسون، وهي شركة تابعة لشركة سي كي هاتشيسون هولدنجز ليمتد.